# Хоронгвиці
Хоронгвиці (пол. Chorągwice) — село в Польщі, у гміні Ємельно Гуровського повіту Нижньосілезького воєводства.
Населення — 56 осіб (2011).
У 1975—1998 роках село належало до Лешненського воєводства.

## Демографія
Демографічна структура станом на 31 березня 2011 року:
|          | Загалом | Допрацездатний вік | Працездатний вік | Постпрацездатний вік |
| -------- | ------- | ------------------ | ---------------- | -------------------- |
| Чоловіки | 30      | 7                  | 21               | 2                    |
| Жінки    | 26      | 6                  | 14               | 6                    |
| Разом    | 56      | 13                 | 35               | 8                    |